# 友谊街道 (准格尔旗)
友谊街道，是中华人民共和国内蒙古自治区鄂尔多斯市准格尔旗下辖的一个乡镇级行政单位。

## 行政区划
友谊街道下辖以下地区：
和泰社区、张家圪旦社区、长胜店村、苏计沟村和唐公塔村。